# Ведищева, Аида Семёновна
Аида Семёновна Веди́щева (урождённая Ида Соломоновна Вайс; род. 10 июня 1941, Казань) — советская и американская певица, наиболее известная как исполнительница популярных песен из кинофильмов («Песенка о медведях», «Помоги мне», «Лесной олень») и мультфильмов («Колыбельная медведицы», «Чунга-Чанга»), а также первая исполнительница песни «Товарищ».

## Биография

### Происхождение
Родилась в Казани 10 июня 1941 года.
Отец, Соломон Иосифович Вайс (1886—1968),   — доктор медицинских наук, профессор;  в разное время заведовал кафедрами одонтологии Иркутского медицинского института, терапевтической стоматологии Казанского стоматологического института и стоматологии Казанского ГИДУВа.
Мать, Елена Митрофановна Емельянова, — зубной врач Иркутской областной стоматологической клиники.
С 1951 года семья жила в Иркутске. Там Аида окончила музыкальное училище, где играла в студенческом театре музыкальной комедии. Затем поступила в Институт иностранных языков, где изучала немецкий и английский языки.
По окончании института уехала в Москву и пыталась поступить в Высшее театральное училище имени М. С. Щепкина, но неудачно. Благодаря красивому, сильному голосу начала певческую карьеру.

### Карьера в СССР
На сцене стала выступать с начала 1960-х годов как эстрадная певица Харьковской филармонии. Пела джазовые композиции в оркестре О. Лундстрема, затем в оркестре Л. Утёсова.
С 1966 года давала сольные концерты с ансамблем «Мелотон», пела также в ВИА «Голубые гитары» И. Гранова. В 1966 году стала лауреатом Первого всесоюзного конкурса советской песни. Всесоюзную известность получила, спев в 1966 году «Песенку о медведях» в фильме «Кавказская пленница» (пластинка разошлась семимиллионным тиражом).
В 1968 году за песню «Гуси, гуси» получила диплом на фестивале в Сопоте. Далее последовали песни: «Вулкан страстей» («Помоги мне») из фильма «Бриллиантовая рука» (1968), «Товарищ» («Чтоб дружбу товарищ пронёс по волнам…», 1970), «Лесной олень» (из фильма «Ох уж эта Настя!», 1972), «Синяя вода» и другие.
Несмотря на успех у слушателей, ей, как и некоторым другим певцам (В. Мулерману, Л. Мондрус, М. Кристалинской) и артистам еврейского происхождения советские власти  чинили препятствия: не всегда упоминали в титрах фильмов, не разрешали концерты, не выпускали на гастроли за границу. По мнению, разделяемому, в частности, Фёдором Раззаковым, одной из причин этого был антисемитизм руководителя Гостелерадио С. Г. Лапина. Например, песню «Лесной олень» вместо Ведищевой  исполнил в финале «Песни-73» Большой детский хор центрального телевидения и всесоюзного радио. С середины 1970-х годов имя певицы полностью исчезло и из титров кино и мультфильмов с её участием. Однако сама певица рассказывает, что она впала в немилость со стороны официальных лиц советской культуры после фестиваля в Сопоте:

«Я сразу подружилась с европейскими звёздами — Геленой Вондрачковой, Радмилой Караклаич, Карелом Готтом. И вот представьте: в один из конкурсных дней по местному радио объявляют: „Советские войска вошли в Прагу“. Что тут началось! Карел Готт со словами „Я не могу петь, когда Родина в опасности“, покинул конкурс. Мне было так скверно, так стыдно, будто в этом вводе войск была моя личная вина! А тут ещё из Москвы посыпались начальственные звонки: „Ведищевой — не петь!“ Власти боялись, что из солидарности к чехам представительницу Советского Союза публика освистает. Но я ослушалась. Выступила. И спела вместо одной песни несколько. Вопреки политической заварухе, встретили меня великолепно, вызывали на „бис“ и по результатам конкурса наградили второй премией. А в это время в Москве министру культуры Фурцевой уже докладывали о моей выходке. Так я и попала в чёрный список. Меня перестали показывать по телевидению, транслировать по радио, отменяли концерты».
— Из интервью «Где-то на белом свете…»

### Карьера в США
В 1980 году уехала с матерью и сыном в США. По её утверждениям, ещё в 1978 году приказом Минкульта были размагничены все немногочисленные видеоплёнки с выступлениями певицы и стёрты все записи радиофонда; однако они сохранились в личной фонотеке.
В США Ведищевой пришлось начать певческую карьеру с нуля, поступить в театральный колледж и пройти четырёхлетний курс обучения, изучая американский кинематограф, танец. Вначале певица поселилась в Нью-Йорке, затем переехала в Лос-Анджелес. Создала театр и телешоу на калифорнийском ТВ. Ведищева — единственная эстрадная певица из России, добившаяся безоговорочного признания в Америке. Выступает под псевдонимом Amazing Aida. Исполняет в основном американский репертуар — песни из популярных бродвейских мюзиклов и голливудских фильмов; кроме того, песни Мишеля Леграна, русские и цыганские романсы, еврейские песни, в основном из репертуара сестёр Бэрри.
Впоследствии стала реже выступать, но начала сама писать песни. Среди её песен — «Баллада о Чернобыле», «Жизнь — это музыка», «Рождество», «Америка», «Я вернусь, Москва!».
С 1989 года неоднократно посещала Советский Союз, затем — Россию. Принимала участие в фестивале «Золотой шлягер» в Могилёве.
В начале 1990-х годов ей был поставлен диагноз «рак третьей степени» . Несмотря на предостережения врачей, она настояла на операции, прошла курс химиотерапии, и болезнь отступила.
В середине 1990-х Ведищева увлеклась религией и стала исполнять помимо эстрадных песен и религиозные. Записала сразу кассету под названием «На духовной волне с Аидой Ведищевой».
В 1998 году Ведищева поставила шоу «Мисс Свобода — для нового тысячелетия».
После теракта 2001 года написала мюзикл «Шедевр и поющая Свобода» и посвятила его статуе Свободы. Мюзикл шёл в 2007 году на Бродвее.
Живёт в Лос-Анджелесе. Выступает с собственной программой как в США, так за пределами (в 1997 году состоялись гастроли в Израиле).
В 2017 году в Екатеринбурге в Театре музыкальной комедии был поставлен спектакль «Оттепель. Мелодии судьбы», посвящённый творчеству трёх звёзд советской эстрады — Нины Бродской, Аиды Ведищевой и Ларисы Мондрус.
В 2018 году Ведищева передала в коллекцию Фонда историка моды Александра Васильева два концертных платья 1970-х годов, одно из которых создано по эскизу художника Бориса Мессерера в мастерских Большого театра.

## Семья
Отец — Соломон Иосифович Вайс (1886—1968), советский учёный, педагог, клиницист, доктор медицинских наук, профессор, в разное время заведовал кафедрами одонтологии Иркутского медицинского института, терапевтической стоматологии Казанского стоматологического института и стоматологии Казанского ГИДУВа. Похоронен на Радищевском кладбище в Иркутске.
Мать — Елена Митрофановна Емельянова, зубной врач Иркутской областной стоматологической клиники. В 1980 году с дочерью, внуком и зятем Б. Дверником эмигрировала в США.
Первый муж — Вячеслав Ведищев, артист цирка, эквилибрист. Брак зарегистрировали в 1961 году.
- Сын — Владимир Вячеславович Ведищев (род. 1962), бизнесмен и музыкант. В 1980 году с мамой, бабушкой и отчимом Б. Дверником эмигрировал в США.

Второй муж — Борис Дверник, пианист, руководитель ансамбля «Мелотон». В 1980 году с женой, тёщей и пасынком эмигрировал в США. После развода покончил с собой.
Третий муж (с 1986 по 1992) — Джей Маркофф, бизнесмен, гражданин США.
Четвёртый муж — Наим Беджим, бизнесмен, гражданин Израиля.

## Песни
- Август (Я. Френкель — И. Гофф)
- Аве Мария (музыка — Д. Родригос, стихи — Д. Чашников)
- Арифметика, 1969 (музыка — В. Хвойницкий, стихи — Н. Олев)
- Ах, Наташа (музыка — В. Шаинский, стихи — Л. Ошанин)
- Баллада о Чернобыле (? — А. Ведищева)
- Бархатный сезон (музыка — Л. Лядова, стихи — Л. Бунина)
- Бесприданница (Р. Мануков — А. Вериго)
- Будешь ты (музыка — С. Ковальский, стихи — В. Сергеев)
- Будь со мною прежним, 1968 (музыка — В. Шаинский, стихи — А. Нагорняк)
- Будь, что будет (музыка — Я. Френкель, стихи — М. Танич)
- Весна — это музыка (Р. Майоров — А. Ольгин)
- В лесу прифронтовом (М. Блантер — М. Исаковский)
- Всё равно ты будешь мой, 1969 (музыка — А. Зацепин, стихи — Л. Дербенёв)
- Гололёд, 1969 (музыка — А. Зацепин, стихи — Л. Дербенёв)
- Гуси-гуси, 1967 (музыка — С. Пожлаков, стихи — Н. Малышев)
- Две души (музыка — В. Шаинский, стихи — С. Островой)
- Две минуты (музыка — Э. Ханок, стихи — Д. Костюрин)
- Двое (музыка — В. Гамалия, стихи — Ф. Лаубе)
- Девчонки в туфельках идут (М. Табачников — Я. Хелемский)
- Детство (музыка — В. Шаинский, стихи — А. Осипова)
- Дорожная песня, 1968 (музыка — А. Зацепин, стихи — О. Гаджикасимов)
- Если б я была тобой (музыка — В. Шаинский, стихи — Б. Брянский)
- Если любишь ты (музыка — Ю. Антонов, стихи — Л. Дербенев)
- Если улыбаются веснушки (музыка — Е. Птичкин, стихи — М. Пляцковский)
- Жизнь Леонардо да Винчи (А. Мажуков /обр./ — Л. да Винчи)
- Журавли (музыка — Э. Ханок, стихи — А. Досталь)
- Загадай желание (музыка — И. Гранов, стихи — Д. Иванов)
- Звёздная наша пристань (А. Пахмутова — Н. Добронравов)
- Звёзды (музыка — М. Табачников. стихи — Я. Хелемский)
- Знают только звёзды (А. Двоскин — В. Петров)
- Когда любовь жива (А. Бочел — В. Сергеев)
- Колыбельная (музыка — А. Мажуков, стихи — О. Гаджикасимов)
- Колдунья (музыка — Р. Майоров, стихи — О. Гаджикасимов)
- Корабль воспоминаний (испанская песня, стихи — С. Каминский)
- Куда же вы спешите, 1968 (музыка — Б. Савельев, стихи — Л. Дербенёв)
- Лесной олень, 1971 (музыка — Е. Крылатов, стихи — Ю. Энтин), из к/ф «Ох уж эта Настя!»
- Любовь (музыка — О. Фельцман, стихи — Н. Олев)
- Любовь не вернуть (музыка — П. Фишер, стихи — Д. Чашников)
- Медовый аметистовый (М. Кручинин — К. Подраевский)
- Мелодия любви (музыка — H. Norma, стихи — Д. Чашников)
- Моё счастье море унесло (музыка — А. Днепров, стихи — А. Ведищева)
- Моя мечта (музыка — Arnold Goland, Jack Gold, стихи — В. Сергеев), версия песни Франсуазы Арди Comment te dire adieu
- Моя прабабушка была…, 1967 (музыка — Г. Фиртич)
- Море, ты и я (музыка — И. Таку, стихи — А. Ведищева)
- Надежда, Вера, Любовь (музыка — В. Де Вам, А. Ведищева, стихи — А. Ведищева)
- Найди меня, 1969 (музыка — В. Хвойницкий, стихи — Г. Бейлин)
- Напрасно спорил ты (музыка — Б. Савельев, стихи — В. Харитонов)
- На рассвете (музыка — Ю. Казарян, стихи — В. Саакова)
- Не родись красивой, 1970 (музыка — Р. Майоров, стихи — О. Гаджикасимов)
- Не уйти (музыка — Ю. Чичков, стихи — В. Сергеев)
- Окна светятся (В. Гамалия — И. Шаферан)
- Отзовись (музыка — С. Пожлаков, стихи — Н. Малышев)
- Откровенная песня (Окна светятся) (музыка — В. Гамалия, стихи — М. Танич)
- Очи чёрные (Ф. Герман — Е. Гребёнка)
- Первая весна, 1968 (А. Зацепин — О. Гаджикасимов)
- Песенка вполголоса, 1969 (музыка — С. Заславский, стихи — М. Пляцковский)
- Песенка о медведях, 1966 (музыка — А. Зацепин, стихи — Л. Дербенёв)
- Песня о весне, 1968 (музыка — А. Зацепин, стихи — О. Гаджикасимов)
- Песня о Душанбе, 1968 (музыка — А. Зацепин, стихи — О. Гаджикасимов)
- Подмосковные вечера (В. Соловьёв-Седой — М. Матусовский)
- Поезда (музыка — Р. Майоров, стихи — Н. Олев)
- Полярный огонёк (М. Табачников — Я. Хелемский)
- Помоги мне (А. Зацепин — Л. Дербенёв)
- Последние дни уходящего лета (музыка — Р. Майоров, стихи — Д. Иванов)
- Прилетай на Гавайи (А. Ведищева — В. де Вам)
- Просто возраст мой такой, 1970 (музыка — Б. Савельев, стихи — М. Пляцковский)
- Прощай, мама (английская песня, стихи — В. Сергеев)
- Прощание с Братском (дуэт с Ю. Пузырёвым, музыка — А. Пахмутова, стихи — С. Гребенников, Н. Добронравов)
- Пьяниссимо (итальянская песня, стихи — Д. Чашников)
- Разве тот мужчина (музыка — О. Фельцман, стихи — Р. Гамзатов)
- Сентябрины (музыка — В. Шаинский, стихи — А. Поперечный)
- Синяя вода (музыка — В. Шаинский, стихи — Ю. Энтин)
- Смешной паренёк (музыка — В. Шаинский, стихи — В. Аленин)
- Смуглянка (А. Новиков — Я. Шведов)
- Солдатский котелок, 2005 (В. де Вам, А. Ведищева — Э.Варес)
- Старый сад (музыка — Р. Орлов, обр. В. Махлянкина, стихи — Л. Дербенёв), русскоязычная версия польской песни «Jiesienny pan» (музыка — Roman Orłow, стихи — Wojciech Młynarski)
- Старые часы (музыка — Б. Савельев, стихи — О. Гаджикасимов)
- Стожары (музыка и стихи — В. Навескин)
- Твоя вина (музыка — Е. Мартынов, стихи — А. Дементьев, Д. Усманов)
- Товарищ (музыка — О. Иванов, стихи — А. Прокофьев)
- Ты приносишь мне рассвет (музыка — Е. Мартынов, стихи — А. Дементьев, Д. Усманов)
- Утро было розово (С. Турлянский — А. Прокофьев)
- Уходим в старину (музыка — Г. Фиртич, стихи — Д. Иванов, В. Трифонов.)
- Человек придумал песню, 1966 (музыка — И. Гранов, стихи — Л. Дербенёв)
- Черёмуха (музыка — В. Шаинский, стихи — В. Харитонов)
- Чёрный кофе (музыка — В. Шаинский, стихи — А. Алшутов)
- Чёт или нечёт, 1969 (музыка — В. Гамалия, стихи — И. Шаферан)
- Чунга-чанга (в дуэте с А. Гороховым, музыка — В. Шаинский, стихи — Ю. Энтин)
- Шаги по траве (музыка — Gerard Bourgeois, стихи — И. Резник), версия песни Франсуазы Арди L’Amitié
- Элефтерия (О. Фельцман — Ц. Солодарь)
- Я буду ждать тебя, 1968 (музыка — А. Зацепин, стихи — О. Гаджикасимов)
- Я люблю тебя, Москва (музыка — А. Абрамов, стихи — Л. Иванова)
- Я на подвиг тебя провожала (Н. Богословский — В. Лебедев-Кумач)
- Я о сердце своём говорю (И. Гранов — Э. Радов)
- Я так люблю тебя, 1973 (Музыка и слова Т. Комо)
- Ямщик, не гони лошадей (Я. Фельдман — Н. Риттер)
- Ясным солнечным днём (М. Мишунов — И. Морозов, Л. Дербенёв)

### Песни к кинофильмам
- «Три плюс два», 1963 — «Пусть говорят» в дуэте с Геннадием Ниловым (музыка — А. Волконский, стихи — С. Михалков)
- «Кавказская пленница», 1966 — «Песенка о медведях» (музыка — А. Зацепин, стихи — Л. Дербенев)
- «Красное, синее, зелёное», 1966 — «Уходим в старину» (музыка — Г. Фиртич, стихи — Д. Иванов, В. Трифонов)
- «Белый рояль», 1968 — «Дорожная песня», «Первая весна», «Песня о Душанбе», «Я буду ждать тебя» (авторы всех песен: музыка — А. Зацепин, стихи — О. Гаджикасимов)
- «Бриллиантовая рука», 1968 — «Помоги мне» (музыка — А. Зацепин, стихи — Л. Дербенев)
- «Ангел в тюбетейке», 1968 — «Всё равно ты будешь мой» (музыка — А. Зацепин, слова — Л. Дербенев)
- «В гостях у московской милиции» (фильм-спектакль), 1968 — «Весна — это музыка» (музыка — Р. Майоров, слова — А. Ольгин)
- «Ох уж эта Настя!», 1971 — «Лесной олень» (музыка — Е. Крылатов, стихи — Ю. Энтин)

### Песни к мультфильмам
- «Умка», 1969 — «Колыбельная медведицы» (музыка Евгения Крылатова, стихи Юрия Яковлева)
- «Катерок», 1970 — «Чунга-чанга» в дуэте с Анатолием Гороховым, «Синяя вода».
- «И мама меня простит», 1975 — «Товарищ» (музыка О. Иванова, стихи А. Прокофьева)

## Пластинки «Мелодия»

### Гранд, гигант
- 1969 — Поёт Аида Ведищева (гранд). 33Д—26625 Сторона 1: Любовь. Гололёд. Старый сад. Смешной паренек. Громче. 33Д—26626 Сторона 2: Арифметика. Любовь не вернуть. Я буду ждать тебя. Весна — это музыка. Иду за счастьем.
- 1974 — Аида Ведищева (гигант). С60—05165 Сторона 1: Твоя вина. Вечный странник. Я верю. Когда любовь жива. Море, ты и я. Будешь ты. С60—05166 Сторона 2: Ты приносишь мне рассвет. Моя мечта. Я так тебя люблю. Моё счастье море унесло. Вчера всё казалось прекрасным. Корабль воспоминаний.

### Миньоны
- 1967 — Поёт Аида Ведищева: Я не знаю. Если б я была тобой. Золушка. Пусть летят журавли.
- 1967 — Поёт Аида Ведищева: Человек придумал песню. Сентябрины. Дуй, ветерок. Если б я мальчишкою была.
- 1968 — Поёт Аида Ведищева: Чёрный кофе, Старые часы. Детство.
- 1969 — Аида Ведищева: Будь со мною прежним. А ты. Куда же вы спешите. Я не знаю.
- 1969 — Песни из к/ф «Белый рояль»: Дорожная песня. Первая весна. Песня о Душанбе. Я буду ждать тебя (Танго-пародия). Аида Ведищева.
- 1970 — Поёт Аида Ведищева: Не родись красивой. Аве Мария. Черёмуха. Найди меня.
- 1970 — Аида Ведищева: Ах, Наташа. Старый сад. Чёт или нечет. Окна светятся.
- 1971 — Аида Ведищева: Стожары. Не уйти. Всё в мире как вчера. Две минуты.
- 1978 — «Наша юность. Олег Иванов. Песни»: Наша юность. Комсомольское слово. Комсомольская песня. Товарищ. Поёт Аида Ведищева.

### Гибкие грампластинки
- 1968 — Поёт Аида Ведищева: Чёрный кофе, Старые часы. Детство.
- 1968 — Аида Ведищева: Будь со мною прежним. А ты. Куда же вы спешите. Я не знаю.
- 1969 — Аида Ведищева (запись на одной стороне): Всё равно ты будешь мой. Будь, что будет.
- 1969 — Аида Ведищева. Песни из к/ф «Белый рояль»: Дорожная песня. Первая весна. Песня о Душанбе. Я буду ждать тебя (танго-пародия).
- 1969 — Аида Ведищева: Ах, Наташа. Старый сад. Чёт или нечет. Окна светятся
- 1970 — Поёт Аида Ведищева: Не родись красивой. Аве Мария. Черёмуха.
- 1972 — Аида Ведищева: Стожары. Не уйти. Всё в мире как вчера. Две минуты.
- 1974 — Аида Ведищева: Если любишь ты. Утро было розово. Шаги по траве. Две души.
- 1974 — Аида Ведищева: Моя мечта. Море, ты и я. Корабль воспоминаний. Моё счастье море унесло.
- 1975 — Аида Ведищева: Пускай же. Прощай, мама. Только ты. Любовь.

### Пластинки на 78 оборотов в минуту
- 1967 — Песенка о медведях. Если б я мальчишкою была.
- 1967 — Сентябрины. Дуй, ветерок.
- 1967 — Гуси-гуси. Человек придумал песню.
- 1967 — Я не знаю. Золушка.
- 1968 — Пусть летят журавли. Будь со мною прежним.
- 1968 — Чёрный кофе. Старые часы.
- 1969 — Окна светятся. Дорожная песня.
- 1969 — Будь, что будет. Всё равно ты будешь мой.
- 1969 — Ах, Наташа. Старый сад.

## Фильмография
- 2006 «Аида Ведищева. Где-то на белом свете». Документальный фильм
- 2016 «Аида Ведищева. Играя звезду». Документальный фильм
- 2019 «Легенды музыки. Аида Ведищева». Документальный фильм

## Награды
- Гранд-премия «КиноВатсон» — «За высочайший вклад в искусство кино»[12].
- Лауреат международной премии «Профессия — жизнь»[источник не указан 409 дней].